# 芦原妃名子
芦原 妃名子（あしはら ひなこ、1974年〈昭和49年〉1月25日 - 2024年〈令和6年〉1月29日）は、日本の漫画家。兵庫県出身。血液型O型。本名は松本 律子（まつもと りつこ）。

## 略歴

### 漫画家デビュー
『別冊少女コミック』（小学館）1994年10月号に掲載された「その話おことわりします」でデビューした。
2005年、「砂時計」で第50回（平成16年度）小学館漫画賞少女向け部門を受賞、単行本発行部数が累計700万部を超えた。2007年には、同作品がTBS系「愛の劇場」枠でテレビドラマ化され、2008年4月26日には、キャストを一新させて東宝系で映画が公開された。
2012年10月、日本テレビにて中山優馬主演で「Piece」がテレビドラマ化された。
2013年、「Piece」で2度目となる小学館漫画賞を受賞する。同作の連載終了後、『Cocohana』（集英社）2013年11月号より「Bread & Butter」の連載を開始。

### セクシー田中さん問題
2023年10月、日本テレビにて木南晴夏主演で『セクシー田中さん』がテレビドラマ化。この際、9話・10話の脚本を自ら担当した。脚本家からは脚本から外れることになったことについては原作者たっての要望があったと聞いて困惑し「二度と繰り返されませんように」と12月の最終放送前に自身のSNSで表明された。
これに関し、2024年1月26日には原作者からはそのブログとXでドラマ『セクシー田中さん』について原作から大きく改変されるなど制作陣と意見対立があり9話・10話の脚本を自ら担当した経緯が、小学館と文章内容を確認した上で説明された。ところが、これを読んだ第三者からはそれぞれの推測に基づいて責任者を見立て、SNS上で脚本家やプロデューサーらに批判が集中することになった。
同年1月28日、芦原は自身の一連の投稿を削除し、「攻撃したかったわけじゃなくて。ごめんなさい」という謝罪のコメントだけを残し、同日そのまま行方不明となった。同日午後4時頃、関係者から行方不明届が出され、栃木県に行っているらしいとの情報で警視庁が栃木県警と協力して行方を捜した。

### 死去
29日に栃木県日光市の川治ダムで遺体が発見された。50歳没。自宅で遺書のようなものも発見されており、現場の状況などから、自殺とみられている。
小学館は、2月6日に社員向けの説明会を開催し、その中で「芦原の急死に関する経緯などを社外発信する予定はない」としていたが、6月3日、小学館は特別調査の報告書を公表した。また、日本テレビは2月外部の弁護士2人を加えた社内特別調査チームを設け、5月31日その結果を公表した。

#### 死去をめぐり企業リスク管理専門家の見解
テレビメディアにも登場する企業のリスク管理の専門家である西山守准教授の見解は、原作者が「攻撃したかったわけじゃなくて。ごめんなさい。」と最後の言葉を残して亡くなったことにいついて、ドラマ制作の過程でストレスや負荷があるのは想定できるが、最後のメッセージを読む限りは、意図せぬ攻撃を招いてしまったことへの自責の念が死への引き金になったのではないかと思うと述べた。また「○○○が芦原さんを殺した」という断定は誰にもできないが、１つだけ答えを入れないといけないとするならば「○○○」の中には「SNSでの関係者への攻撃と、それに便乗したネットメディア」と答えるとした。

## 作品リスト
特記する作品以外全て小学館から刊行されている。
- Girls Lesson（全3巻）
- Homemade Home
- 家に帰ろう
- 星降る部屋で
- 夏にごようじん
- 犬になった私。
- 天使のキス（別冊少女コミック、全4巻）
- プリンセス・ライン
- Derby Queen（1999年 - 2000年、別冊少女コミック、全3巻）
- Miss（別冊少女コミック、全2巻）
- 天然ビターチョコレート（全3巻）
- ユビキリ（2002年、Betsucomi）
- SOS
- 砂時計（2003年 - 2006年、Betsucomi、全10巻）
- 蝶々雲（2002年、Betsucomi）
- 月と湖（2007年、Betsucomi）
- Piece（全10巻）
- Bread & Butter（集英社、2013年 - 2020年、マーガレットコミックス、全10巻）
- セクシー田中さん（2017年 - 2023年[注 3]、『姉系プチコミック』連載[22]、全8巻、未完）

### その他の出版物
- 砂時計イラスト集